# Sapignicourt
Sapignicourt is een gemeente in het Franse departement Marne (regio Grand Est) en telt 322 inwoners (1999). De plaats maakt deel uit van het arrondissement Vitry-le-François.

## Geografie
De oppervlakte van Sapignicourt bedraagt 4,8 km², de bevolkingsdichtheid is 67,1 inwoners per km².
De onderstaande kaart toont de ligging van Sapignicourt met de belangrijkste infrastructuur en aangrenzende gemeenten.

## Demografie
Onderstaande figuur toont het verloop van het inwonertal (bron: INSEE-tellingen).